# Raúl Timoner Giménez
Raúl Timoner Giménez (nacido el 31 de marzo de 1997, en Alayor, Menorca) es un jugador de baloncesto español, que ocupa la posición de base. Actualmente milita en el CD Huelva Baloncesto de la Segunda FEB.

## Trayectoria
Es un base formado en las categorías inferiores del Jovent d'Alaior, FC Barcelona Baloncesto y CB Benidorm con el que debutó con apenas 16 años en Liga EBA durante la temporada 2015-16.
En la temporada 2016-17, se marcha a Estados Unidos para cursar estudios de Psicología en la Universidad de Rio Grande, donde disputaría la NAIA durante tres temporadas.
El 25 de julio de 2019, regresa a la isla para jugar en el Hestia Menorca de Liga LEB Plata.
Tras varias temporadas formando parte del equipo menorquín, lograría el ascenso a la Liga LEB Oro al término de la temporada 2022-23.
En la temporada 2022-23, firma por el Club Básquet Valls de la Liga EBA.
En la temporada 2023-24, firma por el CBI Elche de la Liga EBA.
El 28 de agosto de 2024, regresa al Hestia Menorca de la Primera FEB.
El 12 de febrero de 2025, firma por el CD Huelva Baloncesto de la Segunda FEB.